# Suburban Teenage Wasteland Blues
Albums de Strung Out
Another Day in Paradise
(1994) Twisted By Design
(1998)
Suburban Teenage Wasteland Blues est le second album studio du groupe de punk rock californien Strung Out, sorti le 23 avril 1996 chez le label Fat Wreck Chords. Le titre est un amalgame entre le titre du morceau "Subterranean Homesick Blues" de Bob Dylan et une phrase du morceau "Baba O'Riley" du groupe The Who.

## Pistes
Toutes les paroles ont été écrites par Jason Cruz.
| No  | Titre                    | Auteur                 | Durée |
| --- | ------------------------ | ---------------------- | ----- |
| 1.  | Firecracker              | Jim Cherry, Jake Kiley | 2:52  |
| 2.  | Better Days              | Jake Kiley, Rob Ramos  | 2:24  |
| 3.  | Solitaire                | Rob Ramos              | 2:53  |
| 4.  | Never Good Enough        | Jake Kiley, Rob Ramos  | 2:18  |
| 5.  | Gear Box                 | Jake Kiley, Rob Ramos  | 3:31  |
| 6.  | Monster                  | Jim Cherry, Rob Ramos  | 2:21  |
| 7.  | Bring Out Your Dead      | Jim Cherry, Rob Ramos  | 2:51  |
| 8.  | Rottin' Apple            | Jim Cherry, Rob Ramos  | 2:28  |
| 9.  | Radio Suicide            | Jim Cherry             | 2:13  |
| 10. | Somnombulance            | Jim Cherry, Rob Ramos  | 2:23  |
| 11. | Six Feet                 | Jim Cherry, Jake Kiley | 1:45  |
| 12. | Speedball                | Rob Ramos              | 2:02  |
| 13. | Wrong Side of the Tracks | Rob Ramos              | 2:40  |